# ناعومي هيجوتشي
ناعومي هيجوتشي (باليابانية: 樋口直巳) هو مصارع هاوي ياباني، ولد في 29 مارس 1961.

## وصلات خارجية
- ناعومي هيجوتشي على موقع قاعدة بيانات المصارعة الدولية (الإنجليزية)
- ناعومي هيجوتشي على موقع اللجنة الأولمبية الدولية (الإنجليزية)
- ناعومي هيجوتشي على موقع أوليمبيديا (الإنجليزية)